# تان‌ذویت
تان‌ذویت (به ویتنامی: Xã Tân Duyệt) یک قصبه در ویتنام است که در استان کاماو واقع شده‌است.